# Travnički sir

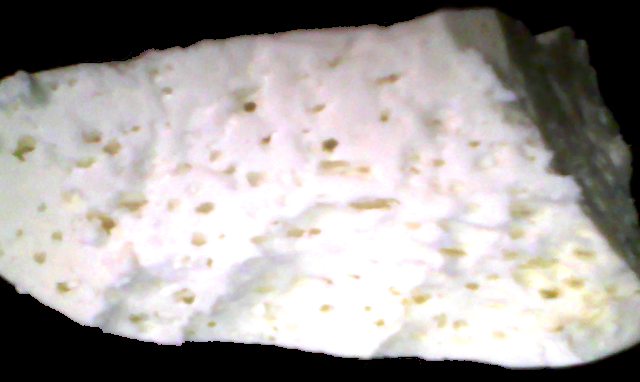
Travnički sir

Der Travnik-Käse (Bosnisch: Travnički sir / Травнички сир) oder auch Vlašić-Käse (Bosnisch: Vlašićki sir / Влашићки сир) ist ein meist fettarmer Salzlakenkäse aus Schafmilch mit Ursprung in Bosnien und Herzegowina.

## Bezeichnungen
Der Käse hat seinen Ursprung im Vlašić-Gebirge, bei der Stadt Travnik in Zentralbosnien. Der Ortsname Vlašić leitet sich von dem Namen Vlasi (serbokroatisch für Vlachen) ab, der in Bosnien und Herzegowina historisch für seine Wanderbevölkerung verwendet wurde.

## Herstellung
Der Travnički sir ist ein Käse, der 60 bis 90 Tage in einer Salzlake reift. Er wird ursprünglich aus frischer Schafsmilch, neuerdings aber auch aus Kuhmilch oder einer Mischung aus beiden Sorten hergestellt. Der Käse ist meist fettarm. Er hat eine weiße Farbe und kann entweder kleine unregelmäßige Löcher aufweisen oder ohne Löcher massiv sein. Je nach Menge der Salzlake (Salzwasser) kann der Käse in seiner Textur und seinem Geschmack variieren, ist aber meistens trocken und ziemlich salzig.